# Kandeh Evelyne
Kandeh Evelyne (Pécs, 1984. február 28. – Pécs, 2021. október 14.) magyar énekesnő, Megasztár-szereplő, a ToyBox, majd az Envoy együttes énekese.

## Pályafutása
Kandeh Evelyne 1984-ben született. Ének-zene tagozatos általános iskolába járt Pécsett (Mátyás Király Utcai Általános Iskola), több évig énekelt kórusokban, és nyolc évig csellózott is. Tagja volt a Liszt Ferenc Zeneiskolának, ahol zeneirodalmat, zeneelméletet és szolfézst tanult. 14 éves korától a pécsi Ciszterci Rend Nagy Lajos Gimnáziumába járt, ahol többek között focizott és kórusban énekelt.
A középiskola után felvételt nyert a Pécsi Tudományegyetem teológia szakára, amit nem kezdett el. Munkát vállalt, hogy finanszírozni tudja tanulmányait, mellette felvételizett a Pázmány Péter Tudományegyetem hebraisztika szakára, mert érdekelte a zsidó vallás és hagyományok. Próbálkozott felvételivel a Színház- és Filmművészeti Egyetem musical-operett szakára, sikertelenül.
Közben klasszikus zenei formációkkal dolgozott együtt, majd a könnyűzene felé fordulva hangjával a Mindig Más nevű trip-hop csapatot erősítette. 2003-ban és 2004-ben szerepelt a TV2 Megasztár c. televíziós műsorának első szériájában, ahol a legjobb 12 közé jutott. A tehetségkutató műsor döntőjébe az Asian Dub Foundation 1000 Mirrors c. számával jutott be. A 8. döntőben Ganxsta Zolee-val énekelt duettet, I'm real címmel. A 4. helyig sikerült eljutnia. Számos sikeres válogatáslemezen is közreműködő. Például Best of Megasztár, Megasztárok karácsonya stb.
A Megasztár után végigturnézta az országot a megasztáros csapattal, később zenés darabokban szerepelt a Ruttkai Éva Színházban, majd önálló zenés-mesés gyermekműsora volt Evelyne Babaháza címmel a Szerencsi Éva Stúdióban. A színház nekrológja szerint a Képzelt riport egy amerikai popfesztiválról című darabban is játszott, de az adattárban ez nem szerepel.
Gyermeklemeze Buli Suli címen jelent meg. Később a ToyBox zenekarban, majd 2008-tól az Envoy együttesben énekelt, mellyel bemutatkozó nagylemezük 2010-ben jelent meg Peculiar Season címmel. 2013 végén új dallal jelentkeztek.
Édesapja Sierra Leone-i.
2020-ban tüdőrákot diagnosztizáltak nála. 2021-ben hosszas betegség után 37 éves korában elhunyt.

## Színpadi szerepei
A Színházi adattárban regisztrált bemutatóinak száma: 3. 
- Dan Goggin: Apáca-pác (Mária Roberta nővér) (2005)
- Szalai Zsolt: Slágerkoktél (2005)
- Evelyne Babaháza (2005)